# آلولک
آلولک یا الولک که در زبان محلی الگ گفته می‌شود نام روستایی است در شهرستان قزوین و استان قزوین و در کشور ایران. این روستا طبق سرشماری سال ۲۰۰۶، ۸۱۹ نفر جمعیت داشته است.
الولک بزرگ‌ترین روستای کوهپایه قزوین است و همچنین دارای آثار تاریخی همچون تپه باستانی الولک، مقبره سلطان ویس و کافر گنبد می‌باشد.

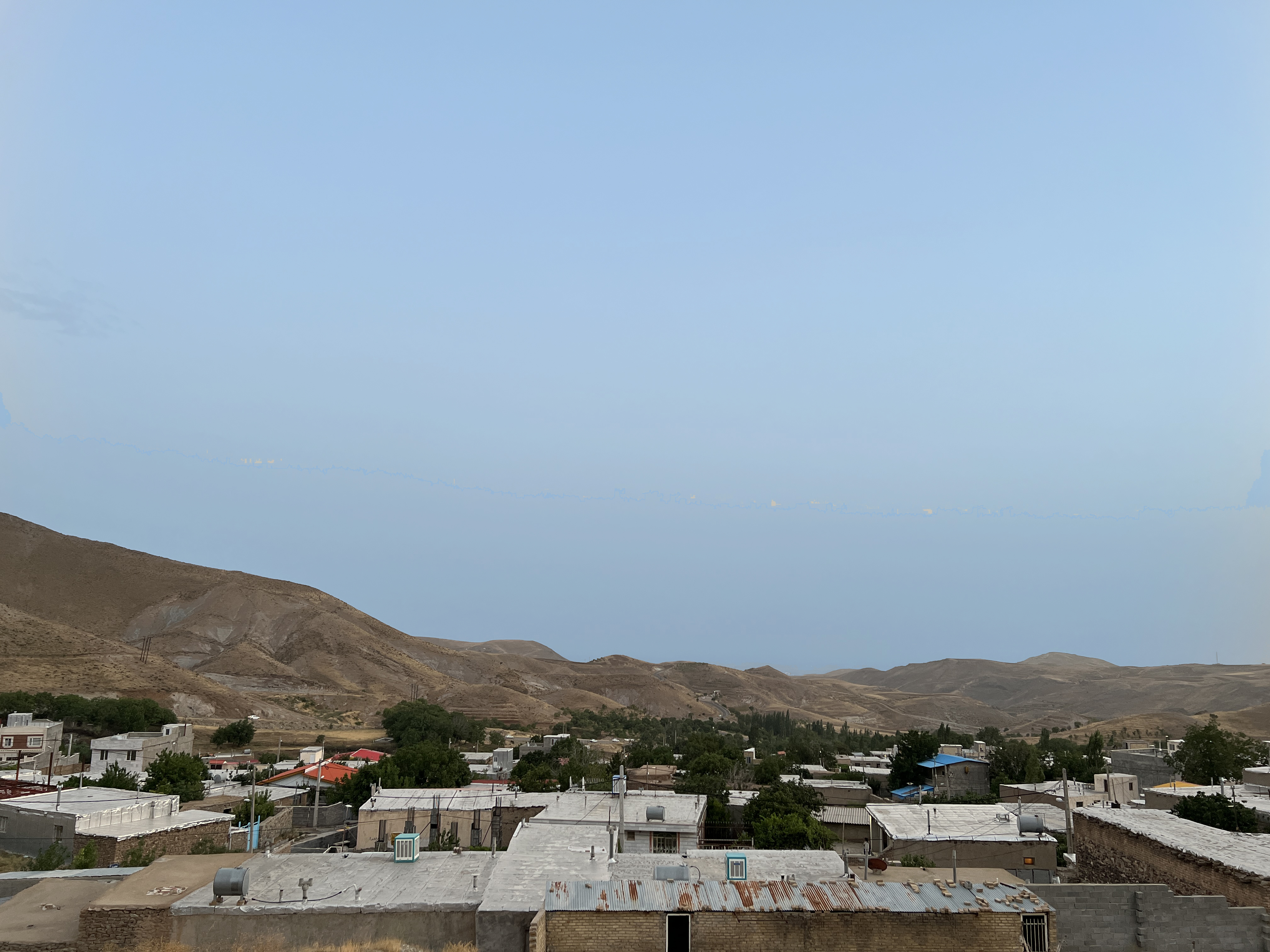
نمایی از الولک

مردم روستای الولک به زبان تاتی سخن می‌گویند.
روستای الولک در ۱۲ کیلومتری شمال شهرستان قزوین قرار دارد.

## محصولات کشاورزی
از مهم‌ترین شغل‌ها در این منطقه می‌توان به ترتیب به باغداری، دامداری و کشاورزی نام برد.
محصولاتی همچون گیلاس تکدانه آلبالو محلی آلبالو پیوندی، گردو، بادام، انگور، گندم، جو و… که جز اصلی‌ترین محصولات این منطقه می‌باشد معرفی کرد.